# McDonald (Ohio)
Pour les articles homonymes, voir McDonald.
McDonald est un village américain situé dans le comté de Trumbull, dans l'Ohio. Selon le recensement de 2010, sa population est de 3 263 habitants.